# The Night of the Party
Pour plus de détails, voir Fiche technique et Distribution.
The Night of the Party est un film britannique réalisé par Michael Powell, sorti en 1935.

## Synopsis
Lors d'une soirée, le magnat de presse Lord Studholme est assassiné. Le suspect idéal semble son secrétaire particulier. Mais John Holland, un fin limier de Scotland Yard, ne croit pas à sa culpabilité. Lors du procès à Old Bailey, le vrai coupable sera démasqué.

## Fiche technique
- Titre original : The Night of the Party
- Réalisation : Michael Powell
- Scénario : Ralph Smart, d'après la pièce de Roland Pertwee et John Hastings Turner
- Dialogues : Roland Pertwee, John Hastings Turner
- Direction artistique : Alfred Junge
- Costumes : Gordon Conway
- Photographie : Glen MacWilliams
- Son : Stan Jolly
- Production : Jerome Jackson
- Société de production : Gaumont-British Picture Corporation
- Société de distribution : Gaumont-British Distributors
- Pays de production :  Royaume-Uni
- Langue originale : anglais
- Format : noir et blanc — 35 mm — 1,37:1 — son Mono
- Genre : Film policier
- Durée : 61 minutes
- Date de sortie :
  - Royaume-Uni : 16 juillet 1935

## Distribution
- Leslie Banks : Sir John Holland
- Malcolm Keen : Lord Studholme
- Jane Baxter : Peggy Studholme
- Ian Hunter : Guy Kennington, le secrétaire de Lord Studholme
- Viola Keats : Joan Holland, la fille de Sir John
- Ernest Thesiger : Chiddiatt
- Jane Millican : Anna Chiddiatt
- W. Graham Brown : Général Piddington
- Muriel Aked : Princesse Maria Amelia
- Gerald Barry : Baron Cziatch
- Cecil Ramage : Howard Vernon
- John Turnbull : Inspecteur Ramage
- Lawrence Anderson : l'avocat
- Louis Goodrich : le juge
- Disney Roebuck : le maître d'hôtel